# 王清远 (1965年)
王清远（1965年1月—），男，重庆人，中华人民共和国高性能结构材料与工程力学专家，成都大学教授。

## 生平
1991年毕业于成都科技大学，留校任教。1998年获法国巴黎中央理工学院博士学位。2003年到四川大学工作。2014年6月起任成都大学校长、党委副书记。2024年6月卸任成都大学校长、党委副书记。

## 争议事件
2020年10月15日，时任成都大学党委书记毛洪涛在个人微信朋友圈留下“绝笔信”后“失联”。2020年10月16日，毛洪涛的遗体在其位于成都温江住家附近的江安河畔被找到。 毛洪涛在“绝笔信”中公开指控成都大学校长王清远“小人”、“伪君子”，“披着学者的外衣，满心名利追逐”，“建立起的利益集团和独立王国”，“连续挤压三任党委书记”，“用阴招，泄私愤，拉山头，无底线”，“不讲政治，破坏规矩；拉帮结派，排仁异己；管理混乱，隐患丛生；营私舞弊，独断专行；中饱私囊，无视群众利益；短期行为，贻误事业发展。”  该事件引起了舆论的广泛关注，王清远本人也受到了诸多质疑，随后“沉寂”了一段时间，在11月初回归公众视野。
10月16日，成都市成立由市纪委监委、市委组织部、市委宣传部、市委教育工委、市公安局组成的联合调查组，就毛洪涛同志溺亡及其微信朋友圈所发有关内容等情况开展调查。11月27日，成都市联合调查组发布“关于毛洪涛事件有关情况调查的通报”。通报称“毛洪涛同志微信朋友圈所发内容缺乏事实根据，与调查谈话中成都大学领导班子及师生反映情况和实际感受出入较大。”“组织上未收到过党委书记被王清远同志“挤压”的反映。”“没有发现王清远同志‘独断专行’和‘用阴招、泄私愤’的情况，也未发现‘拉帮结派’的现象。”“未发现王清远同志存在违纪违法行为。” 通报发出后，通报真实性以及王清远本人依然受到舆论的广泛质疑，有“自己查自己”之嫌。